# Моисеевщина
Моисеевщина — деревня в Борисовском районе Минской области Белоруссии. Является центром Моисеевщинского сельсовета.

## История
Первое упоминание о деревне датируется 1567 годом. Через деревню проходил путь из Борисова в Лепель.
Первой школой являлось одноклассовое народное училище, которое было открыто в 1912 году.

## Инфраструктура
- Почтовое отделение
- УПК детский сад - средняя школа
- Сельская библиотека

## Известные люди
- Рыжов, Владимир Григорьевич - герой СССР, родился в Моисеевщине.